# Quattro Santi Coronati (Nanni di Banco)

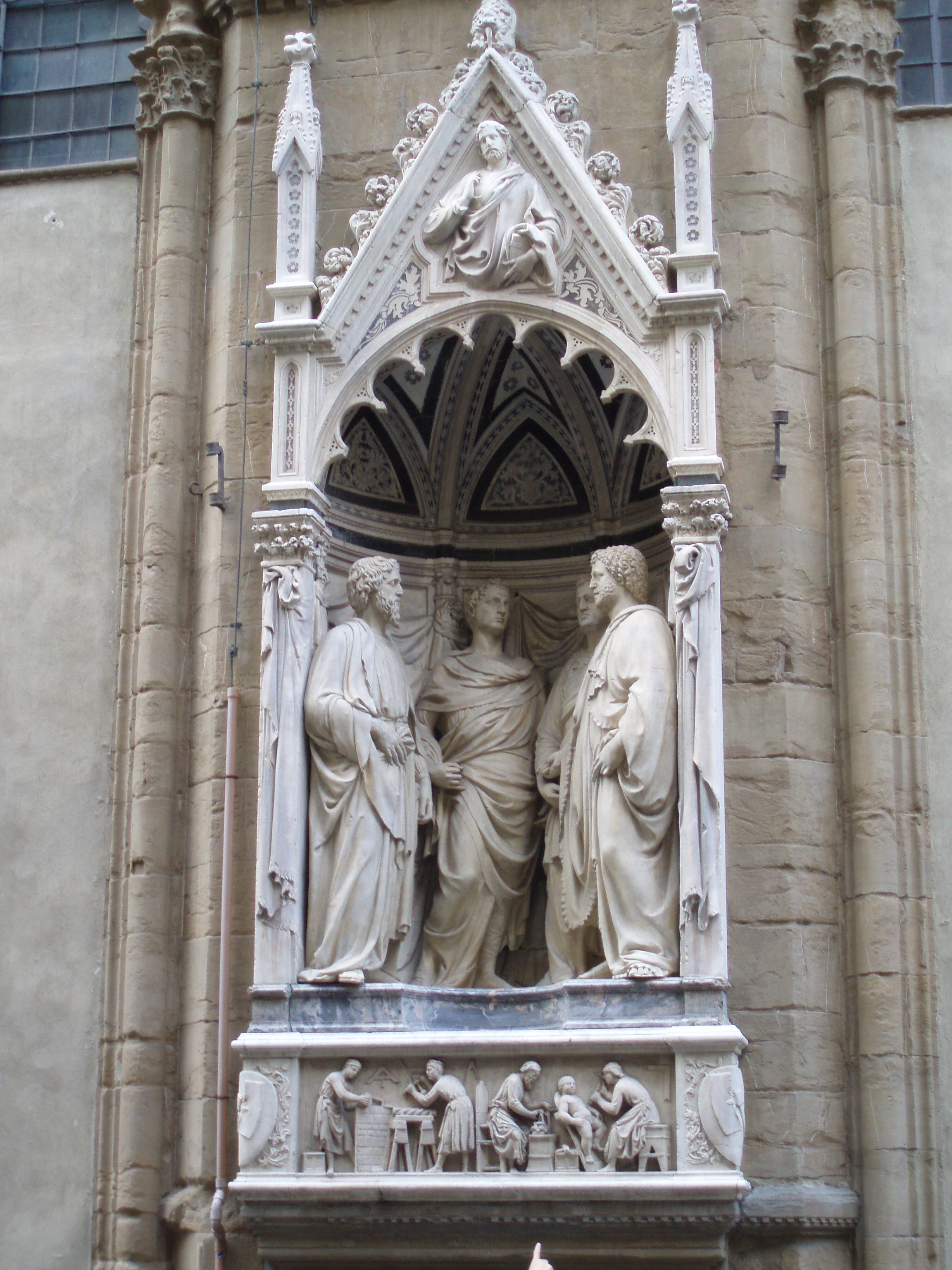
La nicchia

Il gruppo dei Quattro Santi Coronati di Nanni di Banco fa parte del ciclo delle quattordici statue dei protettori delle Arti di Firenze nelle nicchie esterne della chiesa di Orsanmichele. Fu commissionato dall'Arte dei Maestri di Pietra e Legname e risale al 1409 circa-1416/17. È in marmo apuano ed è composto da quattro figure; la più alta misura 203 cm. Oggi si trova conservato all'interno del Museo di Orsanmichele, mentre all'esterno è sostituito da una copia.

## Storia
I Quattro santi coronati (Casorio, Claudio, Sempronio e Nicostrato) furono quattro martiri del tempo di Diocleziano. Essi erano tradizionalmente scultori che si rifiutarono di erigere una statua al dio Esculapio per l'imperatore, a causa della loro fede cristiana, e per questo vennero perseguitati. Il loro ruolo di protettori della categoria di scultori e architetti è testimoniato dal rilievo alla base del tabernacolo, dove i Quattro Santi sono raffigurati alle prese con opere di costruzione, di falegnameria, di calcolo architettonico e di scultura.
Per quest'opera, come per le altre due di Nanni di Banco in Orsanmichele (San Filippo e Sant'Eligio), non ci sono pervenuti i documenti di allogagione, ma tutte le fonti concordano nell'attribuzione. Più controversa è la datazione: il loro carattere classicista è stato di volta in volta messo come punto di partenza o punto di arrivo dell'esperienza di Nanni di Banco, ma oggi gli studi, sulla base di documenti inediti e di approfondita osservazione dei dettagli, tendono a collocare il gruppo nel periodo della prima maturità artistica dell'autore, tra il 1409 e comunque non oltre il 1416/1417.
Vasari racconta un curioso episodio riguardo alla creazione delle statue, con un aiuto da parte di Donatello: 
In realtà si è scoperto che la storia dev'essere una mistificazione vasariana, poiché le due statue che dovrebbero essere state avvicinate da Donatello in realtà sono scolpite in un blocco unico di marmo.
Il gruppo venne rimosso nel 1999 e restaurato dall'Opificio delle Pietre Dure nel 2001. In quell'occasione vennero tolti i residui della patina scura di fine Settecento/inizio Ottocento, che era stata stesa sulle statue marmoree della serie di Orsanmichele per farle sembrare tutte di bronzo e dare quindi uniformità visiva all'insieme.

## Descrizione e stile

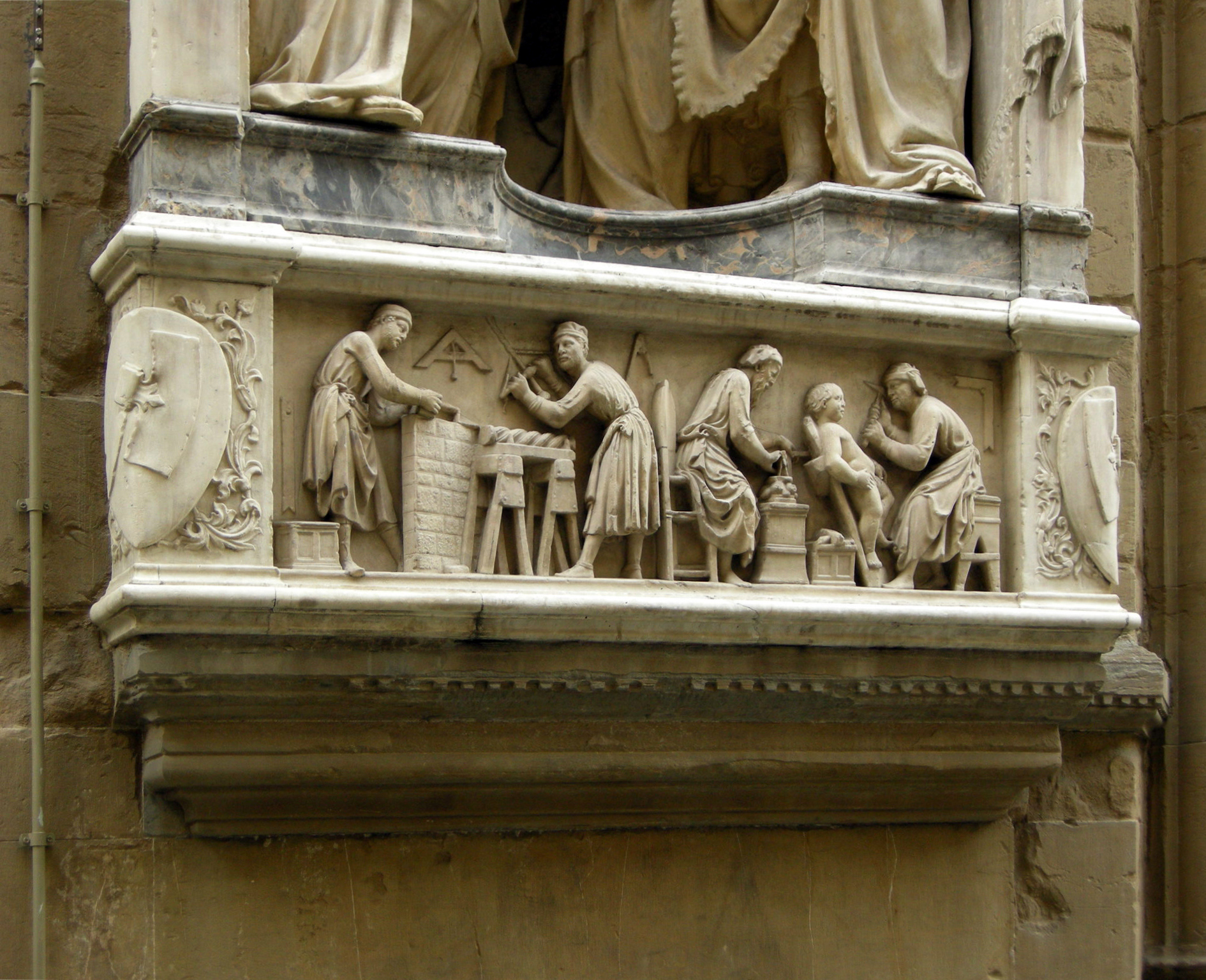
Il rilievo alla base del tabernacolo

L'opera fu una vera prova di virtuosismo per la difficoltà di mettere quattro figure in una nicchia creata per ospitarne una. Lo scultore ne rimpicciolì leggermente le dimensioni e creò una disposizione a semicerchio, accompagnando in questo modo lo spazio semicilindrico della nicchia, con riferimenti e giochi di sguardi tra le figure, come in una reale conversazione. La composizione ebbe molta influenza sull'arte del tempo, come nel cerchio degli apostoli attorno a Cristo nell'affresco del Tributo di Masaccio alla Cappella Brancacci. 
Le statue vennero ricavate da tre soli blocchi di marmo, con le due di destra composte in un unico blocco e caratterizzate dalla maggiore sofisticatezza delle pose e da un più accentuato naturalismo nei gesti. La ricca volumetria plastica dei corpi è accentuata dal ricco panneggio all'antica, secondo una moda nata proprio nel primo decennio del Quattrocento a Firenze e che ha in quest'opera uno degli esempi più antichi. 
Le figure sono pervase da una forte componente anticheggiante, che caratterizza le pose solenni, l'abbigliamento e la volumetria dei corpi e delle teste, ispirate ai ritratti imperiali romani. 
Rispetto alle opere coeve di Donatello (come il San Giorgio di poco posteriore, sempre in una nicchia di Orsanmichele) le statue di Nanni di Banco sono caratterizzate da una solenne staticità, prive di quell'energia trattenuta ma ben visibile che è tipica dei lavori del collega e amico. Con la loro nobile austerità, i santi di Nanni di Banco esprimono la ritrovata dignità dell'individuo tramite la lezione dell'antico, coronando il severo ideale civile dell'umanesimo fiorentino di stampo trecentesco.

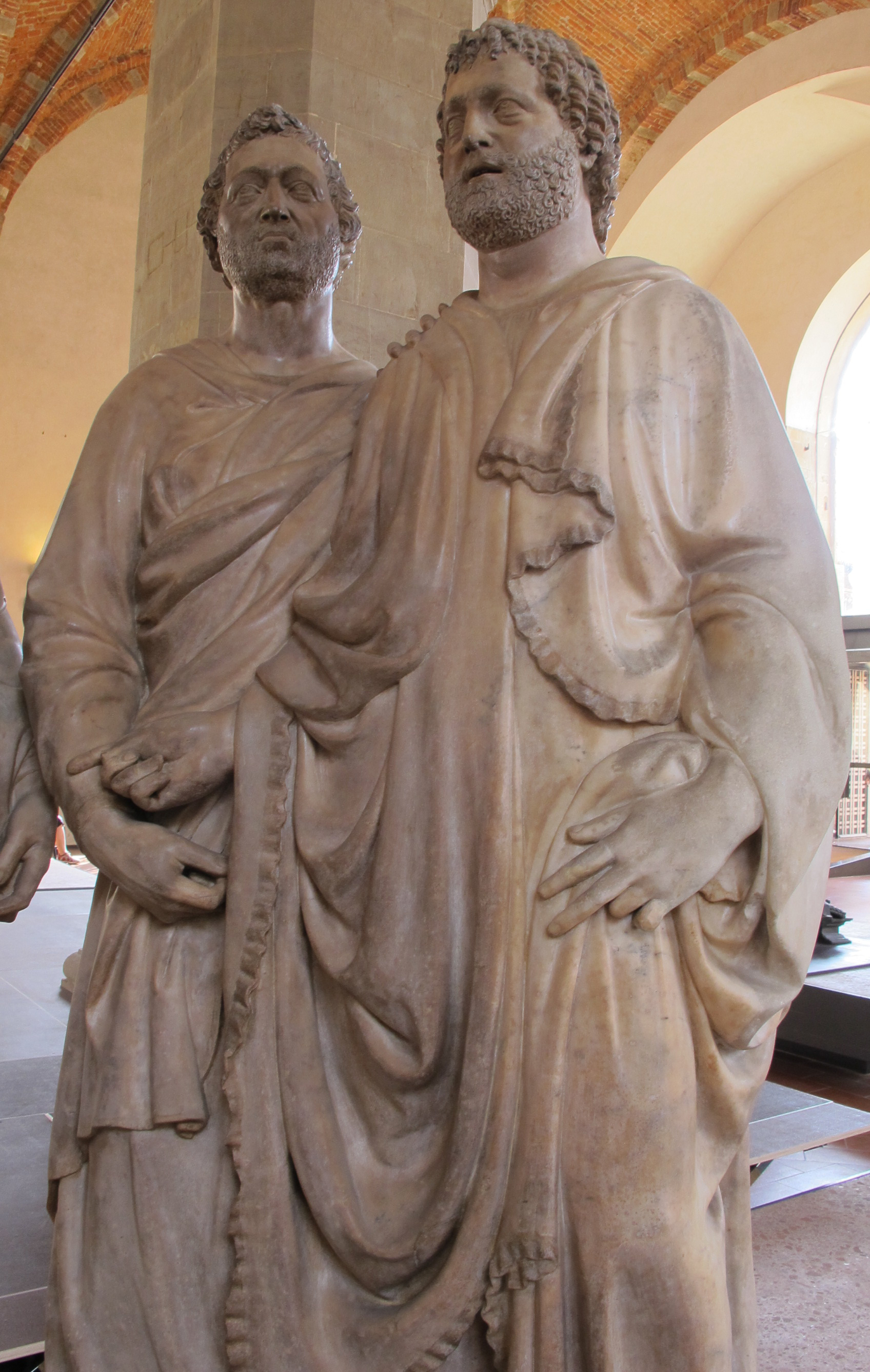
Statue di destra
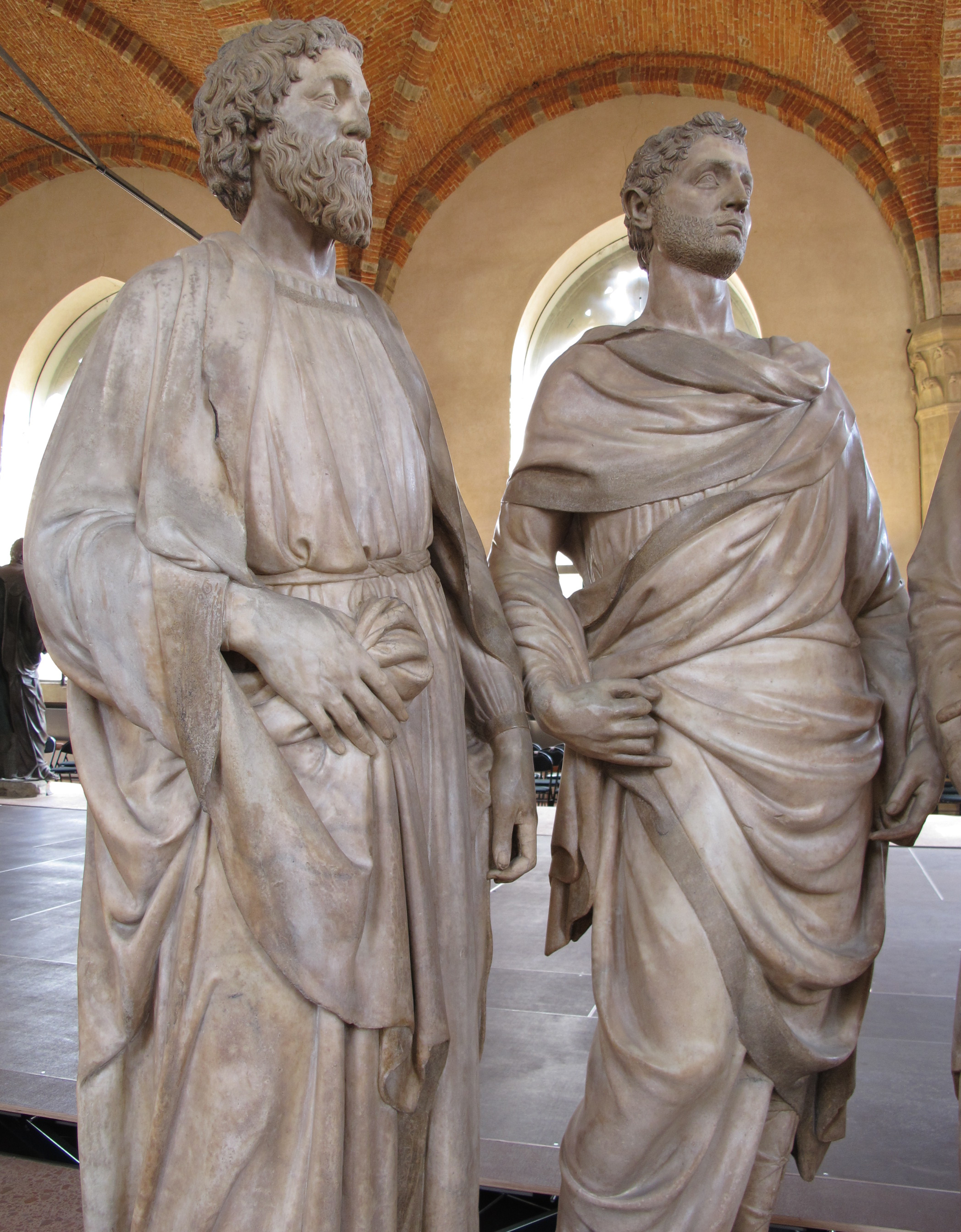
Statue di sinistra
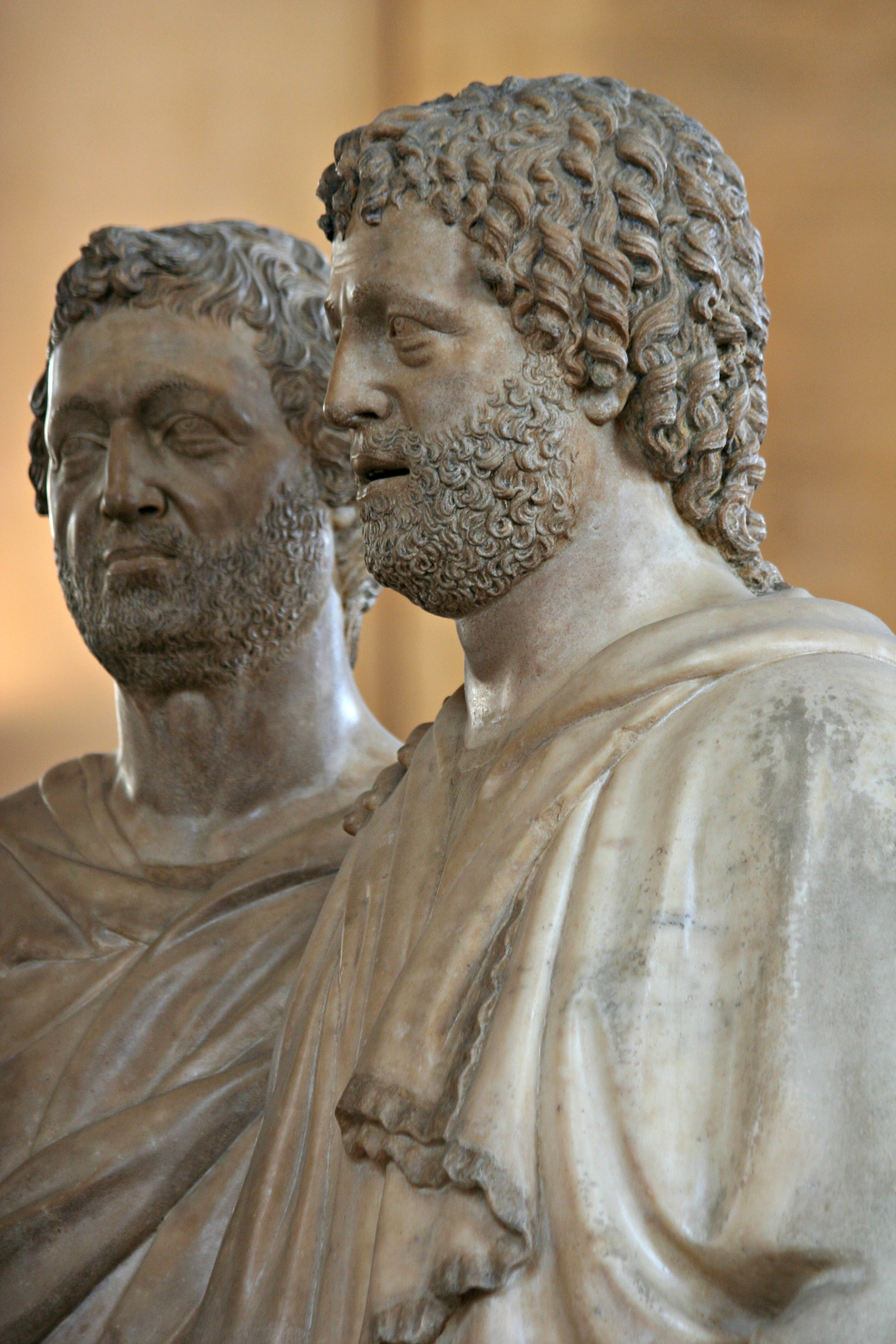
Dettaglio
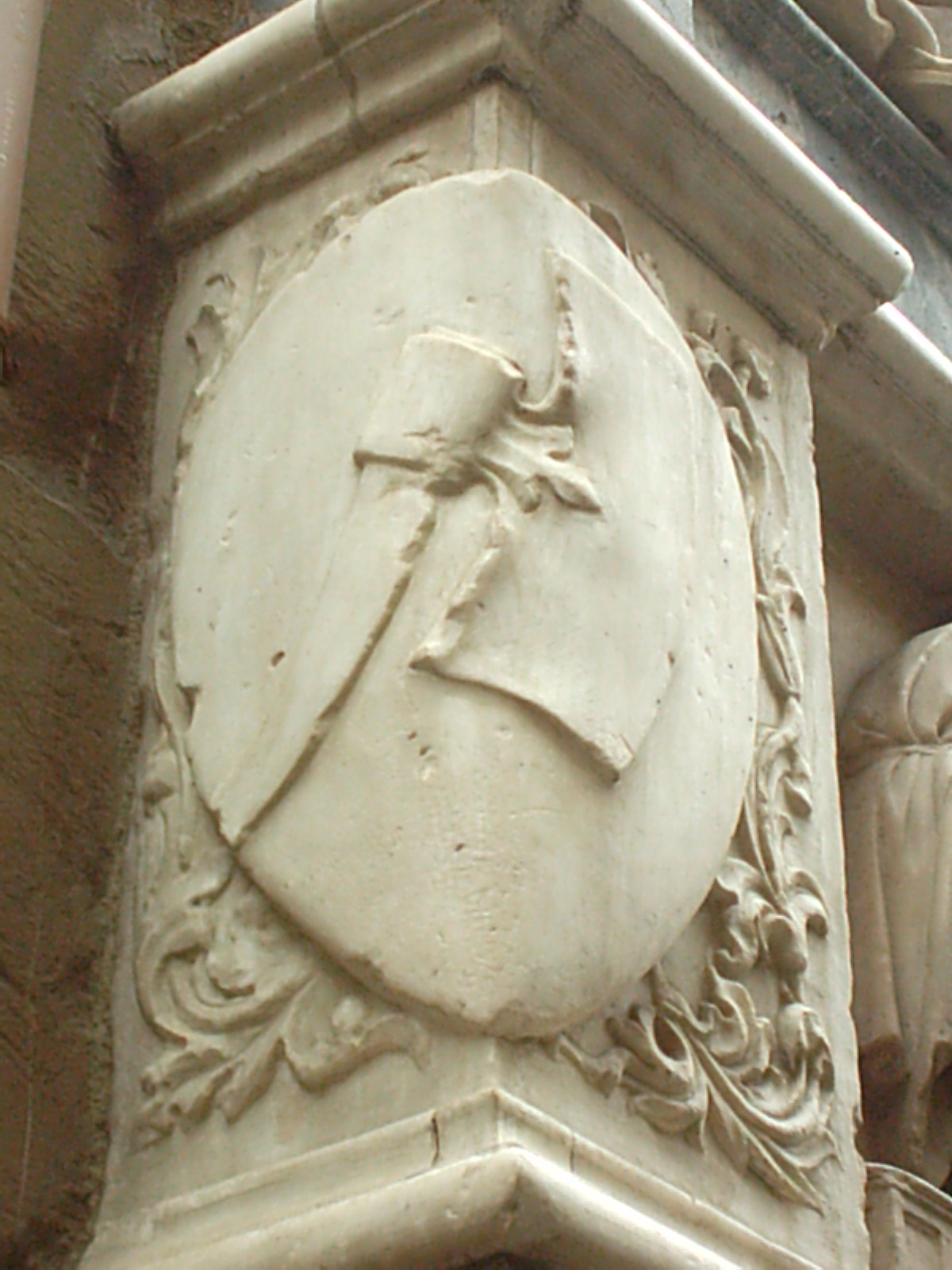
Stemma dei Maestri di Pietra e Legname